# Federação Roraimense de Futebol
De Federação Roraimense de Futebol (Nederlands: Voetbalfederatie van Roraima) werd opgericht op 23 juli 1948 en controleert alle officiële voetbalcompetities in de staat Roraima. De federatie vertegenwoordigt de voetbalclubs bij de overkoepelende CBF en organiseert het Campeonato Roraimense.
Acre · Alagoas · Amapá · Amazonas · Bahia · Ceará · Espírito Santo · Federaal District · Goiás · Maranhão · Mato Grosso · Mato Grosso do Sul · Minas Gerais · Pará · Paraíba · Paraná · Pernambuco · Piauí · Rio de Janeiro · Rio Grande do Norte · Rio Grande do Sul · Rondônia · Roraima · Santa Catarina · São Paulo · Sergipe · Tocantins